# Quint Lucreci Ofel·la
Quint Lucreci Ofel·la (en llatí: Quintus Lucretius Ofella) va ser un polític romà del segle i aC. Formava part de la gens Lucrècia.
Inicialment, va ser membre del partit dels populars, però es va passar al partit aristocràtic en temps de Sul·la. Tot i que fins aquell moment no s'havia distingit, Sul·la el va nomenar comandant de l'exèrcit que assetjava Màrius el Jove, refugiat a Preneste l'any 82 aC.
Preneste es va rendir, i Màrius es va veure obligat a suïcidar-se. En recompensa per aquest servei Sul·la el va autoritzar a ser candidat al consolat l'any 81 aC tot i no haver estat abans ni pretor ni qüestor, actuant així contra la mateixa llei de Sul·la, Cornelia de magistratibus. En realitat, Sul·la va mirar de dissuadir-lo de ser candidat i, quan no ho va aconseguir, va enviar Luci Bel·liè per matar-lo al Fòrum. Bel·liè el va matar i va comunicar que ho havia fet per ordre de Sul·la, per haver desobeït les seves ordres. Més tard, Juli Cèsar va portar Bel·liè a judici per aquesta mort, i va ser condemnat a l'exili.
Ciceró diu que era un bon orador.